# Главы Николаева
Ниже представлен список всех руководителей города Николаева с 1788 года по настоящее время.

## Российская империя

### Новороссийский генерал-губернатор
| Портрет | Имя                                                       | Звание              | Годы жизни | Период руководства | Дополнение                                                 |
|         | Светлейший князь Григорий Алексеевич Потёмкин-Таврический | генерал-фельдмаршал | 1739—1791  | 1788—1791          | Управлял на правах главного командира, генерал-губернатора |

### Строитель города
Рождение города связано со строительством первой верфи. Создание верфи на Ингуле Григорий Потёмкин поручил лично своему первому помощнику по преобразованию южного края статскому советнику Михаилу Фалееву, что следует из ордера № 282 от 27 апреля 1789 года: «Вашему препоручаю попечению … завести верфь на Ингуле».
| Портрет | Имя                      | Звание                                       | Годы жизни | Период руководства    | Дополнение |
|         | Михаил Леонтьевич Фалеев | обер-штер-кригс-комиссар Черноморского флота | 1730—1792  | 27.08.1789—18.11.1792 |            |

### Первый Николаевский градоначальник
Градоначальник — в Российской империи в XIX — начале XX век должностное лицо с правами губернатора, управляющее градоначальством (городом с прилегающими землями), выделенным из губернского подчинения в отдельную административную единицу вследствие его особого значения или географического положения (Санкт-Петербург, Москва, Одесса, Севастополь, Керчь-Еникале, Николаев, Таганрог и др.).
В Николаеве Градоначальство было введено в 1795 году, а в ноябре 1797 года было передано командующему Черноморским флотом.
| Портрет | Имя          | Звание             | Годы жизни | Период руководства | Дополнение |
|         | Воронковский | коллежский асессор |            | 1795—6.11.1797     |            |

### Председатели Черноморского адмиралтейского правления и главные командиры Черноморского флота
В 1788 году в Николаеве была заложена кораблестроительная верфь, и сюда из Херсона было переведено Черноморское адмиралтейство.
| Портрет | Имя                         | Звание        | Годы жизни | Период руководства | Дополнение |
|         | Марко Иванович Войнович     | контр-адмирал | 1750—1807  | 1789—1790          |            |
|         | Фёдор Фёдорович Ушаков      | контр-адмирал | 1745—1817  | 1790—1792          |            |
|         | Николай Семенович Мордвинов | адмирал       | 1754—1845  | 1792—1799          |            |
|         | Вилим Петрович Фондезин     | адмирал       | 1740—1826  | 1799—1802          |            |

### Гражданский губернатор Николаевской губернии
Николаевская губерния была образована указом Александра I 8 октября 1802 из части Новороссийской. 15 мая 1803 по указу того же Александра I центр губернии был перемещён в Херсон и переименован в Херсонскую губернию.
| Портрет | Имя                      | Звание                                          | Годы жизни | Период руководства   | Дополнение |
|         | Алексей Матвеевич Окулов | генерал-майор, действительный статский советник | 1766—1821  | 2.10.1802—15.05.1803 |            |

### Военные губернаторы
Военный губернатор Николаевский и Севастопольский, Николаевский военный губернатор — высшее должностное лицо, глава администрации и управляющий Николаевским и Севастопольским военным губернаторством в 1805—1864 гг., в 1864—1900 гг. — Николаевским военным губернаторством. Впервые назначение на эту должность было произведено 20 марта 1805 года. Как правило, на должность Николаевского и Севастопольского военного губернатора назначался Главный командир Черноморского флота и портов.
В результате поражения Российской империи в Крымской войне, она утратила право иметь военный флот на Чёрном море, и должность Главного командира Черноморского флота была ликвидирована.
В 1864 город Севастополь был выведен из состава Николаевского и Севастопольского военного губернаторства, которое с этого времени именовалось Николаевским. После снятия ограничений Парижского мира в 1871 году должность Николаевского военного губернатора вновь стала совмещаться с должностью Главного командира Черноморского флота.
| Портрет | Имя                               | Звание                         | Годы жизни    | Период руководства          | Дополнение | Источник |
|         | Иван Иванович Траверсе            | адмирал                        | 1754—1831     | 1802—1811                   | |          |
|         | Роман Романович Галл              | адмирал                        | 1761—1844     | 1811                        | временно исполняющий делами |          |
|         | Николай Львович Языков            | вице-адмирал                   | ?—1817 (1824) | 1811—1816                   | С 1809-го до 1811 г. за отсутствием маркиза де-Траверсе исполнял его должность                                                            |          |
|         | Алексей Самуилович Грейг          | адмирал                        | 1775—1845     | 1816—1833                   | | [ 2 ]    |
|         | Михаил Петрович Лазарев           | адмирал генерал-адъютант       | 1788—1851     | 1834—1851                   | С 1832-го по 1834 г. за отсутствием адмирала Грейга исполнял его должность в звании начальника штаба Черноморского флота и портов.        | [ 3 ]    |
|         | Мориц Борисович Берх              | адмирал                        | 1776—1860     | 1851—1855                   | |          |
|         | Николай Федорович Метлин          | вице-адмирал                   | 1804—1884     | сентябрь 1855— декабрь 1855 | |          |
|         | Александр Иванович Панфилов       | вице-адмирал                   | 1808—1874     | январь 1856— август 1856    | |          |
|         | Григорий Иванович Бутаков         | контр-адмирал                  | 1820—1882     | август 1856—январь 1860     | |          |
|         | Богдан Александрович Фон Глазенап | адмирал, генерал-адъютант      | 1811—1892     | 1860—1871                   | | [ 4 ]    |
|         | Николай Андреевич Аркас           | адмирал, генерал-адъютант      | 1916—1981     | 1871—1881                   | |          |
|         | Михаил Павлович Манганари         | адмирал                        | 1804—1887     | 1881—1882                   | |          |
|         | Алексей Алексеевич Пещуров        | вице-адмирал                   | 1834—1891     | 1882—1890                   | |          |
|         | Роман Андреевич Гренквист         | контр-адмирал                  | 1832—1890     | 1890                        | временно исполняющий делами | [ 5 ]    |
|         | Николай Васильевич Копытов        | вице-адмирал, генерал-адъютант | 1833—1901     | 1890—1898                   | В 1894 году Главное командование Черноморского флота и портов Чёрного моря было переведено в Севастополь. Туда же переместился и Копытов. |          |
|         | Евгений Иванович Алексеев         | вице-адмирал                   | 1843—1917     | 1898                        | временно исполняющий делами, находился в Севастополе                                                                                      |          |
|         | Сергей Петрович Тыртов            | вице-адмирал                   | 1839—1903     | 6 мая 1898—1900             | находился в Севастополе |          |

### Исполняющие должность Николаевского военного губернатора
С перемещением Главного командира в Севастополь, должность Николаевского военного губернатора стала «исполняемой», так как была соединена с должностью главного командира, который в Николаеве уже не находился.
| Портрет | Имя                          | Звание             | Годы жизни | Период руководства    | Дополнение | Источник |
|         | Александр Васильевич Федотов | вице-адмирал       |            | 1894—18.06.1899       |            |          |
|         | Митрофан Яковлевич Баль      | капитан 1-го ранга |            | 18.06.1899—16.09.1899 |            |          |
|         | Карл Михайлович Тикоцкий     | контр-адмирал      | ок. 1850—? | 19.09.1899—01.07.1900 |            | [ 6 ]    |

### Временные Николаевские и Днепровские военные генерал-губернаторы (1905—1907)
| Портрет | Имя                                 | Звание        | Годы жизни | Период руководства | Дополнение | Источник |
|         | Александр Николаевич Ступин         | генерал-майор |            | 01.1905—06.1907    |            | [ 7 ]    |
|         | Станислав Константинович Абаканович | генерал-майор | 1860—1914  | 07—10.1907         |            |          |
|         | Василий Максимович Зацарённый       | контр-адмирал | 1852—1917  | с 10.1907          |            |          |

### Градоначальники
22 мая 1899 года Николаевское военное губернаторство было официально ликвидировано, управление Черноморского флота окончательно было перенесено в Севастополь. Николаеву был присвоен статус заштатного города Херсонской губернии (то есть города, не являющегося центром губернии, уезда или иной административно-территориальной единицы). В связи с этим в Николаеве было учреждено градоначальство.
Николаевское градоначальство возглавлялось градоначальником, который назначался императором лично или по представлению Министерства внутренних дел. Органом управления являлась канцелярия Николаевского градоначальника. По субординации градоначальник подчинялся Херсонскому губернатору, но имел право обращаться по отдельным вопросам непосредственно в МВД, туда же отправлялись ежегодные «верноподданные» отчеты о состоянии Николаевского градоначальства.
Николаевские градоначальники, как правило, совмещали эту должность с обязанностями командира над Николаевским портом, поэтому все они были высшими флотскими офицерами. Единственным гражданским лицом на посту Николаевского градоначальника был Леонтович. Будучи городским головой, он исполнял обязанности градоначальника. Поскольку императорской власти в это время уже не существовало, его статус не был официально утверждён.
Градоначальник руководил городской полицией, обеспечивал надзор за торговлей, почтой, судоходством, состоянием публичных, крепостных, и портовых зданий, здравоохранением, образованием и др.
| Портрет | Имя                                      | Звание        | Годы жизни    | Период руководства           | Дополнение | Источник            |
|         | Карл Михайлович Тикоцкий                 | контр-адмирал | ок. 1850—?    | 01.07.1900—12.10.1902        | | [ 6 ]               |
|         | Оскар Адольфович Энквист                 | вице-адмирал  | 1849—1912     | 12.10.1902—19.05.1904        | |                     |
|         | Аполлинарий Сергеевич Загорянский-Кисель | контр-адмирал | 1847—ок. 1917 | 20.05.1904—1906              | |                     |
|         | Александр Николаевич Ступин              | генерал-майор |               | 01.1905—01.1906, и. о.       | | [ 7 ]               |
|         | Василий Максимович Зацарённый            | контр-адмирал | 1852—1917     | 12.01.1906—12.1909           | |                     |
|         | Александр Иванович Мязговский            | вице-адмирал  | 1857—1919     | 12.1909—05.1916              | | [ 9 ] [ 10 ] [ 11 ] |
|         | Андрей Георгиевич Покровский             | контр-адмирал | 1862—1944     | 07.1916—03.1917              | В своём приказе Николаевского градоначальника от 6 марта 1917 года № 4191 объявил «Вследствие распоряжения правительства… обязанности Николаевского градоначальника… передаю николаевскому городскому голове надворному советнику Н. П. Леонтовичу, о чём объявляю Николаевскому Градоначальству во всеобщее сведение» |                     |
|         | Николай Павлович Леонтович               |               | 1876—1940-е   | 06.03.1917—30.05.1917, и. о. | исполнял обязанности градоначальника, будучи городским головой |                     |

### Городские головы
Городской голова — выборная должность, глава городского общественного самоуправления. Градоначальник осуществлял надзор за деятельностью городского самоуправления (в частности, городского головы).
| Портрет | Имя                            | Годы жизни  | Период руководства    | Дополнение |
|         | Алексей Семёнович Акимов       | 1799—?      | 1872—1873             | |
|         | Андриан Николаевич Бухтеев     |             | 1873—1878             | |
|         | Михаил Петрович Паризо         |             | 1878—1884             | |
|         | Василий Андреевич Даценко      |             | 1884—1888             | |
|         | Фома Егорович Кроун            |             | 1888—1893             | |
|         | Василий Андреевич Даценко      |             | 1893—1901             | |
|         | Алексей Николаевич Соковнин    | 1851—1907   | 1901—1904             | |
|         | Петр Силуанович Греховодов     |             | 1904—1906             | и. о. |
|         | Иван Акимович Баптизманский    |             | 1906—1908             | |
|         | Николай Павлович Леонтович     | 1876—1940-е | 1908—1917             | |
|         | Хрисанф Михайлович Матвеев     |             | 05.1917—08.1917       | 5 июля 1917 года Общественным комитетом было принято Решение о ликвидации градоначальства и передаче его функций городскому голове. |
|         | Владимир Полиевктович Костенко | 1881—1956   | 28.08.1917—14.01.1918 | |

## Революция и гражданская война (1917—1920)

### Первое установление советской власти
После Февральской революции (1917 год) институт градоначальства был упразднен, а градоначальники заменены на комиссаров Временного правительства.
| Портрет | Имя                       | Должность                                                                               | Годы жизни | Период руководства | Дополнение |
|         | Александр Иосифович Зимак | комиссар по управлению, председатель Николаевского исполкома Совета народных комиссаров |            | 15.01—16.03.1918   |            |

### Оккупация (март — декабрь 1918)
17 марта 1918 года в город вступили австро-германские части.

#### Командующие оккупационными войсками, губернаторы
| Портрет | Имя                | Должность                                         | Годы жизни | Период руководства | Дополнение |
|         | Браге              | командующий немецкими войсками в городе Николаеве |            | 17.03—02.05.1918   |            |
|         | Моргенштерн-Деринг | генерал-майор, губернатор                         |            | 03.05—12.1918      |            |
|         | Фон Гильгаузен     | генерал-майор, комендант                          |            | 17.03—12.1918      |            |

#### Комиссар города от германских оккупационных войск
| Портрет | Имя    | Должность | Годы жизни | Период руководства | Дополнение |
|         | Шатоха |           |            | 10.06.1918         |            |

#### Городской голова от германских оккупационных войск
| Портрет | Имя  | Должность | Годы жизни | Период руководства | Дополнение |
|         | Гиль |           |            | 05—12.1918         |            |

#### Параллельно с немецким командованием
| Портрет | Имя                      | Должность                                           | Годы жизни | Период руководства | Дополнение |
|         | Ачапковский (Чайковский) | полковник Армии УНР, гражданский комиссар Николаева |            | 06.04—07.07.1918   |            |
|         | Черепанов                | полковник армии гетмана Скоропатского               |            | 07.07—08.1918      |            |
|         | Де Бонди Э. Л.           | генерал-майор армии Скоропатского, атаман города    |            | 08—12.1918         |            |

### Директория Украинской Народной Республики
С середины ноября 1918 на Украине развернулось мощное антигетманское движение во главе с деятелями УНР Винниченко В. К. и Симоном Петлюрой. Григорьев поддержал их действия, выбив немецкие и гетманские войска из села Верблюжки и из Александрии. В декабре овладел Николаевым, Херсоном, Очаковым и Алешками; впрочем, из Николаева и Херсона впоследствии, с началом широкой интервенции Антанты, сам был выбит интервентами. На время нахождения в Николаеве дивизии Григорьева в городе сложилось многовластие: правивший от имени УНР Григорьев, местный Совет и официальный правительственный комиссар самой УНР.

#### Комиссар города отУНР
Был избран «демократической Николаевской городской думой», и управлял городом до очередного прихода большевиков.
| Портрет | Имя                    | Годы жизни      | Период руководства    | Дополнение | Источник |
|         | Сергей Петрович Юрицин | 1873—после 1920 | 20.12.1918—22.03.1919 |            | [ 12 ]   |

#### Атаман города
| Портрет | Имя                             | Годы жизни | Период руководства | Дополнение |
|         | Никифор Александрович Григорьев | 1885—1919  | 12.03.1919         |            |

### Второе установление Советской власти
Вступление в город советских частей и отряда атамана Григорьева, принявшего сторону советов.

#### Комиссар города, городской голова новой Демократической думы
| Портрет | Имя                            | Годы жизни | Период руководства    | Дополнение |
|         | Владимир Полиевктович Костенко | 1881—1956  | 22.03.1919—31.05.1919 |            |

#### Председатель совета рабочих депутатов
| Портрет | Имя                    | Годы жизни | Период руководства | Дополнение | Источник      |
|         | Филипп Львович Соколов | 1896—1943  | 03.1919            |            | [ 13 ] [ 14 ] |

### Третье установление Советской власти
24 мая 1919 года город был захвачен частями Григорьева, Махно, анархистскими подразделениями матросов и обычными бандами. 26 мая 1919 года отряды Григорьева, Махно и банды были выбити из города.

#### Военный комиссар
| Портрет | Имя               | Годы жизни | Период руководства    | Дополнение |
|         | Ян Петрович Ряппо |            | 31.05.1919—17.08.1919 |            |

### Захват городавойсками Деникина

#### Военный комиссар
| Портрет | Имя                    | Должность                                                                | Годы жизни      | Период руководства    | Дополнение |
|         | Матвеев                | Полковник Добровольческой деникинской армии, николаевский градоначальник |                 | 18.08.1919—11.1919    |            |
|         | Федорчук               | Полковник Добровольческой деникинской армии, николаевский градоначальник |                 | 11.1919               |            |
|         | Римский-Корсаков       | Капитан 1-го ранга, николаевский градоначальник                          |                 | 12.1919               |            |
|         | Сергей Петрович Юрицын |                                                                          | 1873—после 1920 | 23.12.1919—31.01.1920 |            |

#### Правитель над военными и гражданскими войсками
| Портрет | Имя                       | Должность         | Годы жизни | Период руководства | Дополнение |
|         | Яков Александрович Слащев | генерал-лейтенант | 1886—1929  | 19.10.1919—01.1920 |            |

### Четвёртое установление советской власти

#### Комендант города
Отступление войск Деникина, вступление в город частей Красной армии.
| Портрет | Имя      | Годы жизни | Период руководства | Дополнение |
|         | Ивантеев |            | 31.01.1920         |            |

#### Председателиревкома
| Портрет | Имя                                   | Годы жизни | Период руководства | Дополнение | Источник      |
|         | Филипп Львович Соколов                | 1896—1943  | 1920               |            | [ 13 ] [ 14 ] |
|         | Станислав Станиславович Кржижановский | 1886—1949  | 02—09.1920         |            | [ 15 ]        |
|         | Степан Матвеевич Кузнецов             | 1891—1938  | 1920—1921          | расстрелян | [ 16 ]        |

## Довоенный период (1921—1941)

### Руководители губернского комитета (впоследствии окружкома) КП(б)У
| Портрет | Имя                           | Годы жизни | Период руководства | Дополнение | Источник |
|         | Владимир Николаевич Исаакович |            | 1920—1921          |            |          |
|         | Илья Савельевич Шелехес       | 1891—1937  | 1921—1922          |            |          |
|         | Пётр Андреевич Забудкин       |            | 1923               |            |          |
|         | Борис Матвеевич Холявский     | 1888—1927  | 1923—1924          |            | [ 17 ]   |
|         | Александр Иосифович Березин   |            | 1924—1927          |            |          |
|         | Александр Гаврилович Соколов  |            | 1927—1929          |            |          |
|         | Василий Мефодиевич Верховых   | 1895—1985  | 1929—1930          |            | [ 18 ]   |

### РуководителигоркомаКП(б)У
| Портрет | Имя                           | Годы жизни | Период руководства | Дополнение | Источник |
|         | Масленко Павел Фёдорович      |            | 1930—1932          |            |          |
|         | Горя И. П.                    |            | 1932—1933          |            |          |
|         | Шулькин Г. И.                 |            | 1933               |            |          |
|         | Дмитрий Степанович Клиновский | 1894—1937  | 1933—1936          | расстрелян | [ 19 ]   |
|         | Иосиф Михайлович Красницкий   | 1903—1937  | 1936               | расстрелян | [ 20 ]   |

## Немецкая оккупация(1941—1944)

### Генеральный комиссар генерального округа Николаев
| Портрет | Имя              | Звание                | Годы жизни | Период руководства | Дополнение |
|         | Эвальд Опперманн | обергруппенфюрер НСФК | 1896—1965  | 15.10.1941—08.1944 |            |

### Руководители СС и полицмейстеры Николаева
| Портрет | Имя                      | Звание              | Годы жизни | Период руководства    | Дополнение |
|         | Фриц Титтман             | бригадефюрер СС     |            | с 22.10.1941          |            |
|         | Вальдемар Уоппенханс     | бригадефюрер СС     |            | с 1.10.1942           |            |
|         | Пауль Циммерман          | бригадефюрер СС     |            | с 1.04.1943           |            |
|         | Людольф фон Альфенслебен | обергруппенфюрер СС |            | с 10.10.1943          |            |
|         | Рудольф Вайс             | бригадефюрер СС     |            | 11.02.1944—21.03.1944 |            |

### Бургомистр Николаева
| Портрет | Имя                         | Годы жизни | Период руководства | Дополнение | Источник |
|         | Орест Сидорович Масикевич   | 1911—1980  | ?—12.1941          |            | [ 21 ]   |
|         | Николай Васильевич Ползунов | 1905—1945  | 12.1941—03.1944    |            |          |

## Послевоенный период (1944 — настоящее время)

### РуководителигоркомаКПУ
| Портрет | Имя                               | Годы жизни | Период руководства | Дополнение | Источник |
|         | Иван Александрович Жуков          |            | 1950—1951          |            |          |
|         | Алексей Иванович Родионов         |            | 1951—1954          |            |          |
|         | Константин Ионович Каранда        |            | 1954—1960          |            |          |
|         | Фёдор Елисеевич Ященко            | 1925—1992  | 1960—1961          |            | [ 22 ]   |
|         | Владимир Александрович Васляев    | 1924—1980  | 1961—1965          |            |          |
|         | Анатолий Владимирович Салихов     |            | 1966—1968          |            |          |
|         | Леонид Гаврилович Шараев          | род. 1935  | 1968—1973          |            |          |
|         | Эдуард Алексеевич Шорин           | 1933—1993  | 1973—1983          |            |          |
|         | Николай Васильевич Бобырев        |            | 1983—1987          |            |          |
|         | Владимир Иосифович Матвеев        | род. 1943  | 1987—1989          |            |          |
|         | Владимир Константинович Новожилов | род. 1949  | 1989—1991          |            | [ 23 ]   |

### Председатели городского исполнительного комитета городского совета, городские головы
| Портрет | Имя                           | Годы жизни | Период руководства           | Дополнение | Источник      |
|         | Евгений Николаевич Штемберов  | 1894—1967  | 1 октября 1929—5 января 1930 | | [ 24 ]        |
|         | Виктор Яковлевич Конотоп      |            | 1930—1932                    | |               |
|         | Юлий Юльевич Вишневский       |            | 1932—1933                    | |               |
|         | Яков Львович Журовский        |            | 1933                         | |               |
|         | С. Ф. Самойленко              |            | 1933—1936                    | |               |
|         | Иван Дмитриевич Макаров       |            | 1936—1937                    | |               |
|         | Иван Кузьмич Карасев          |            | 1937—1939                    | |               |
|         | Ефрем Михайлович Моргуновский |            | 1939—1941                    | |               |
|         | Александр Николаевич Хромов   | 1908—1974  | 1944—1946                    | | [ 25 ]        |
|         | Георгий Антонович Михайлов    | 1909—1968  | 1946—1949                    | | [ 26 ]        |
|         | Пётр Иванович Гуров           |            | 1949—1952                    | |               |
|         | Григорий Тихонович Сирченко   |            | 1952—1957                    | | [ 27 ]        |
|         | Михаил Николаевич Штефан      | 1909—1979  | 1957—1960                    | | [ 28 ]        |
|         | Константин Ионович Каранда    |            | 1960—1961                    | |               |
|         | Никифор Анисимович Парсяк     |            | 1961—1964                    | |               |
|         | Григорий Петрович Яни         |            | 1964—1966                    | |               |
|         | Николай Григорьевич Брюханов  | род. 1924  | 1966—1974                    | | [ 29 ]        |
|         | Иван Максимович Канаев        | 1926—2007  | 1974—1982                    | | [ 30 ]        |
|         | Александр Фомич Молчанов      | 1942—2012  | 1982—1990                    | | [ 31 ]        |
|         | Николай Яковлевич Шмыговский  | род. 1942  | 1990—1991                    | | [ 32 ]        |
|         | Юрий Иванович Сандюк          | род. 1947  | 1991—1994                    | | [ 33 ]        |
|         | Александр Яковлевич Бердников | род. 1951  | 1994—1998                    | |               |
|         | Анатолий Алексеевич Олейник   | 1942—2000  | 1998—2000                    | | [ 34 ]        |
|         | Николай Валерьевич Балакирев  | 1950—2023  | 2000, и. о.                  | Работал первым заместителем Анатолия Олейника, после смерти которого был назначен исполняющим обязанности городского головы до внеочередных выборов.                         | [ 35 ] [ 36 ] |
|         | Владимир Дмитриевич Чайка     | 1948—2013  | 2000—2013                    | | [ 37 ]        |
|         | Владимир Иванович Коренюгин   | 1952—2013  | 2013, и. о.                  | Работал секретарём Николаевского городского совета, после смерти Владимира Чайки был назначен исполняющим обязанности городского головы до внеочередных выборов.             | [ 38 ]        |
|         | Юрий Исаевич Гранатуров       | род. 1960  | 2013—2015                    | |               |
|         | Александр Сенкевич            | род. 1982  | 2015—2017, 2018 -н.в., и. о. | Досрочно прекратил полномочия по решению городского совета. В 2018 году суд восстановил Сенкевича в должности                                                                | [ 39 ] [ 40 ] |
|         | Татьяна Казакова              | род. 1965  | 2017— 2018                   | Работала секретарём Николаевского городского совета, после импичмента Александру Сенкевичу была назначена исполняющей обязанности городского головы до внеочередных выборов. | [ 41 ]        |